# Landkirchener Retabel

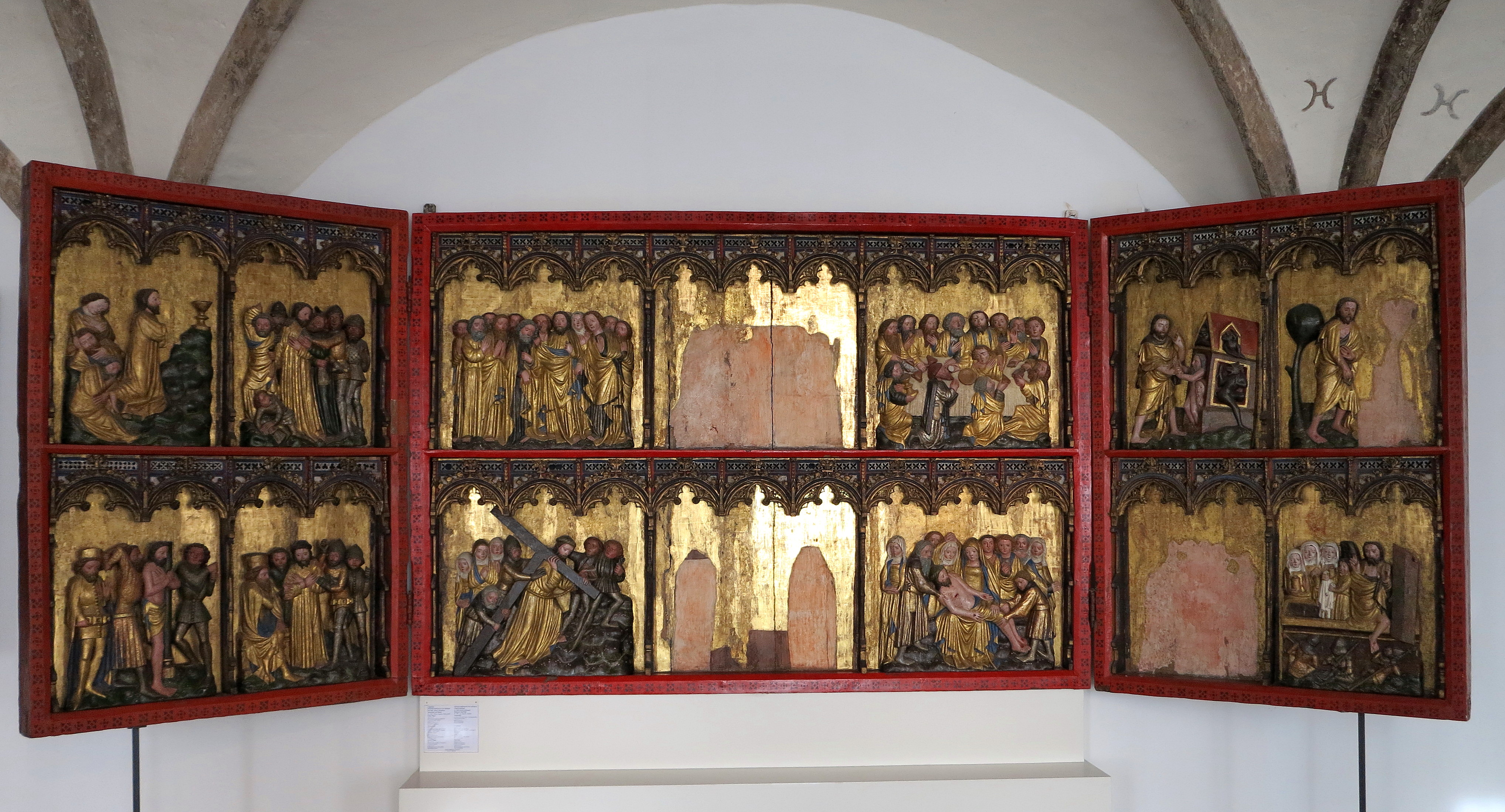
Das Landkirchener Retabel aus dem Umfeld Bertrams von Minden, um 1380, aus Eichenholz, geschnitzt, vergoldet und farbig gefasst, 190 × 270 cm, bei geöffneten Flügeln 190 × 544 cm, Exponat im Schloss Gottorf in Schleswig

Das Landkirchener Retabel ist ein spätgotischer Altaraufsatz, der um 1380 im Umfeld Bertrams von Minden geschaffen wurde.
Das Retabel befand sich bis 1898 in der Kirche St. Petri in Landkirchen auf der Ostseeinsel Fehmarn in Schleswig-Holstein, wurde dann bis 1940 im Thaulow-Museum in Kiel ausgestellt und ist seit 1950 im Schleswig-Holsteinischen Landesmuseum für Kunst und Kulturgeschichte im Schloss Gottorf in Schleswig als eines der „ältesten und kostbarsten Exponate“ zu sehen.

## Beschreibung
Das Landkirchener Retabel ist ein zweizeiliges querrechteckiges Kastenretabel mit beweglichen Seitenflügeln. Der Mittelschrein ist 190 cm hoch und 270 cm breit. Bei ausgeklappten Flügeln ist das Retabel 544 cm breit. Eine Bekrönung hatte das Retabel nicht.
Der Altaraufsatz ist aus Eichenholz gefertigt, das 1997 bei einer dendrochronologischen Untersuchung auf wenige Jahre nach 1370 datiert wurde. Vermutlich wurde die Eiche aus dem Baltikum importiert, weil gutes und abgelagertes Holz Ende des 14. Jahrhunderts wegen des zunehmenden Städtebaus knapp war. Außerdem weisen die breiten Jahresringe darauf hin, dass es wahrscheinlich nicht aus dem Raum Schleswig-Holsteins kam. Lediglich die Rahmenzargen des Schreins und der Flügel sind von minderer Qualität. Die Konstruktionsweise des Retabels ist für seine Entstehungszeit fortschrittlich.
Der Typus des Retabels stimmt in Grundzügen mit dem sogenannten Grabower Altar überein, der aus St. Petri in Hamburg stammt und das Werk Bertrams von Minden ist. Die Predella ist nicht erhalten, in der Inventarliste von St. Petri wurde sie 1885 als „zerstört“ verzeichnet.
Die Register mit architektonisierten Gefachen sind gleich hoch.
Das narrative Bildprogramm zeigt Hauptszenen des Marienlebens, der Kindheit und Jugend Christi, seinen Leidensweg und die Auferstehung des Erlösers.

### Bildprogramm

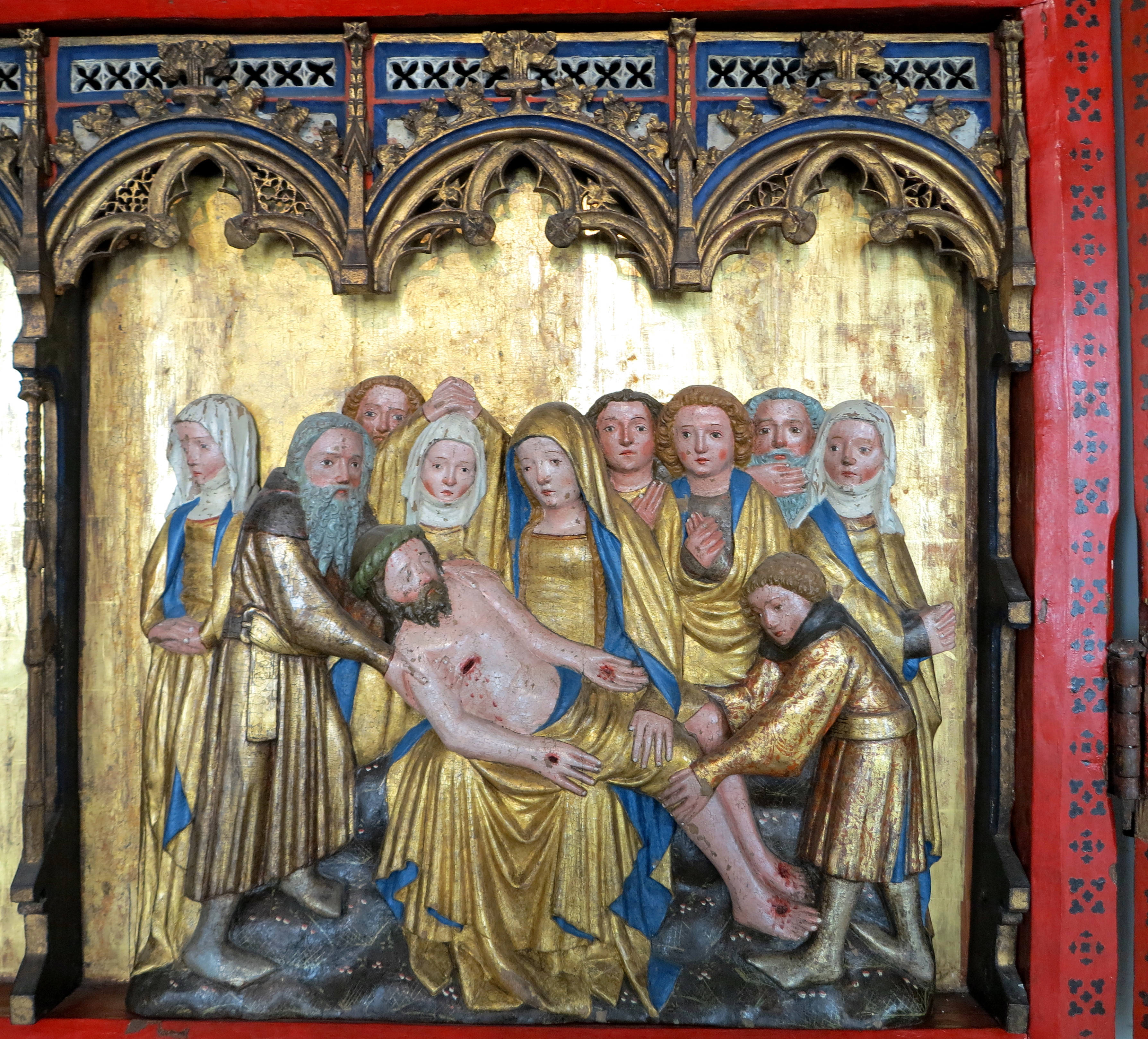
Beweinung Christi, Mittelschrein

#### Schnitz- oder Festtagsseite
Die farbig gefasste Schnitz- oder Festtagsseite zeigt bei geöffneten Seitenflügeln den Leidensweg Christi. Die Reliefs der Seitenflügel sind etwa 55 cm hoch, etwa 50 cm breit und etwa neun Zentimeter tief. Alle bestehen aus einem breiten Hauptblock und einem schmalen Nebenblock, der etwa elf Zentimeter breit ist. Die Reliefs des Mittelschreins sind etwa 72 cm breit. Sie wurden aus zwei Blöcken gefertigt, die aneinander gesetzt und fast gleich breit sind.
Die Reliefs von drei Gefachen sind nicht erhalten, sie fehlten bereits 1898. Möglicherweise wurden sie schon im Dreißigjährigen Krieg zerstört. Im unteren Mittelfeld des Schreins ist aus den Umrissen der Grundierung die Kreuzigung erkennbar. Aus dem Grundierungsumriss des oberen Mittelfelds lässt sich auf die Darstellung einer vielköpfigen Menschengruppe schließen. Möglicherweise zeigte das Relief das Gastmahl in Bethanien. Im oberen rechten Gefach des rechten Seitenflügels (Noli me tangere) fehlt der Block von Maria Magdalena. Nicht erhalten ist auch das Relief des rechten Seitenflügels unten links.
| linker Flügel                                                  | Mittelschrein                                                                                   | rechter Flügel                                            |
| -------------------------------------------------------------- | ----------------------------------------------------------------------------------------------- | --------------------------------------------------------- |
| Gebet Christi im Garten Gethsemane, Verrat Christi durch Judas | Aussendung der Jünger durch Christus, Gastmahl in Bethanien (nicht erhalten), Abendmahl Christi | Christus in der Vorhölle (Totenreich), noli me tangere    |
| Geißelung Christi, Dornenkrönung Christi                       | Kreuztragung Christi, Kreuzigung Christi (nicht erhalten), Beweinung Christi                    | Grablegung Christi (nicht erhalten), Auferstehung Christi |

#### Werktagsseite

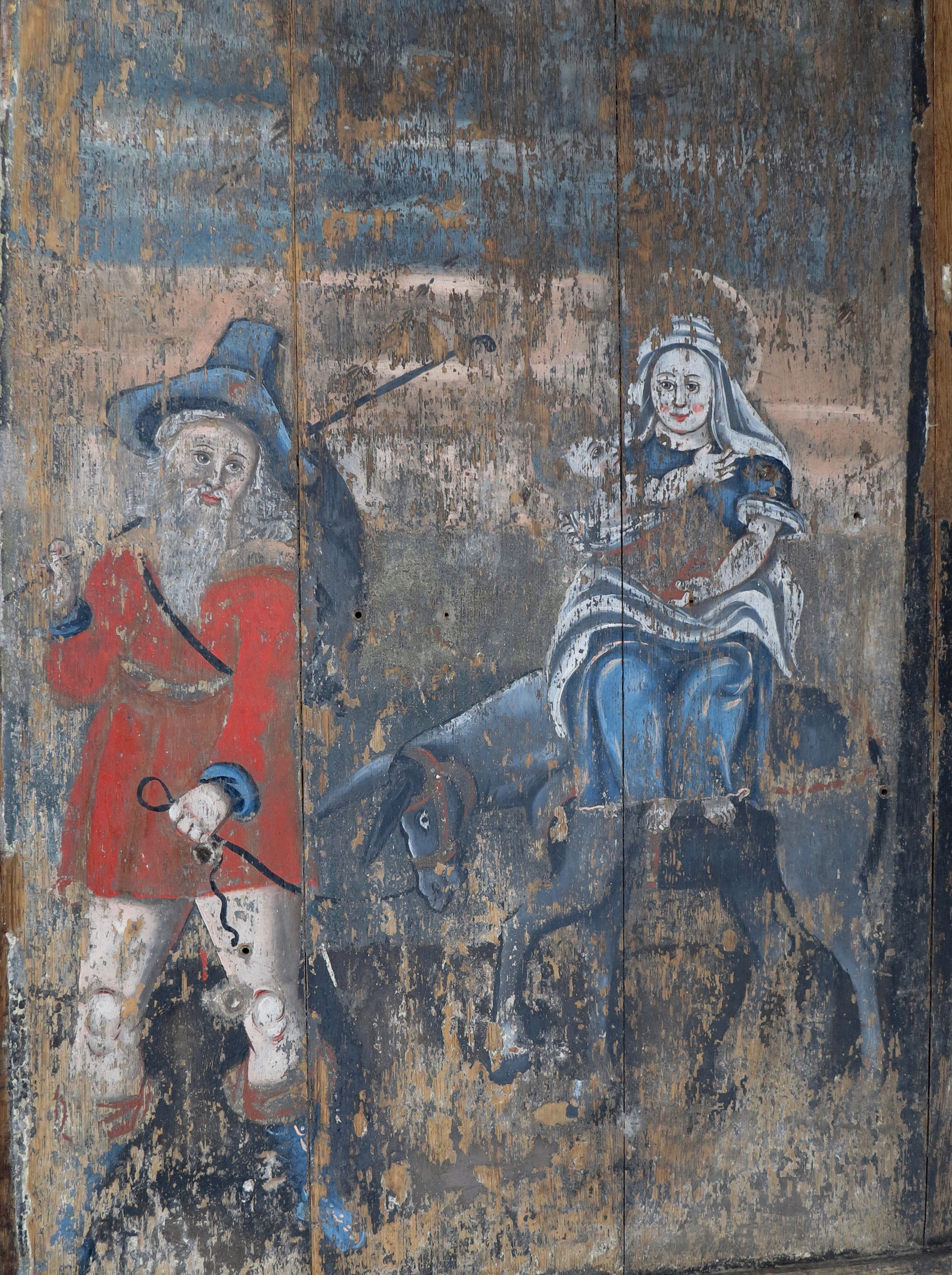
Flucht nach Ägypten

Die Darstellungen auf den Flügelaußenseiten verbargen sich unter einer weißgrau marmorierten Bemalung, die wahrscheinlich um 1715 aufgebracht wurde, als das Retabel in das Seitenschiff von St. Petri versetzt wurde. Sie ließen sich als Szenen aus der Kindheit Jesu identifizieren.
Auf dem linken Flügel sind nur wenige Reste der Bemalung erhalten. Die beiden oberen Bildfelder zeigen links die Verkündigung und rechts die Heimsuchung, bei der die schwangere Maria der ebenfalls schwangeren Elisabeth begegnet. Die Darstellung links unten zeigt die Beschneidung Jesu, rechts folgt der Kindermord zu Bethlehem.
Auf dem rechten Flügel sind oben links die Geburt und rechts die Anbetung der Heiligen Drei Könige dargestellt. Unten finden sich links die Flucht nach Ägypten und rechts der zwölfjährige Jesus im Tempel inmitten der Schriftgelehrten.

## Geschichte

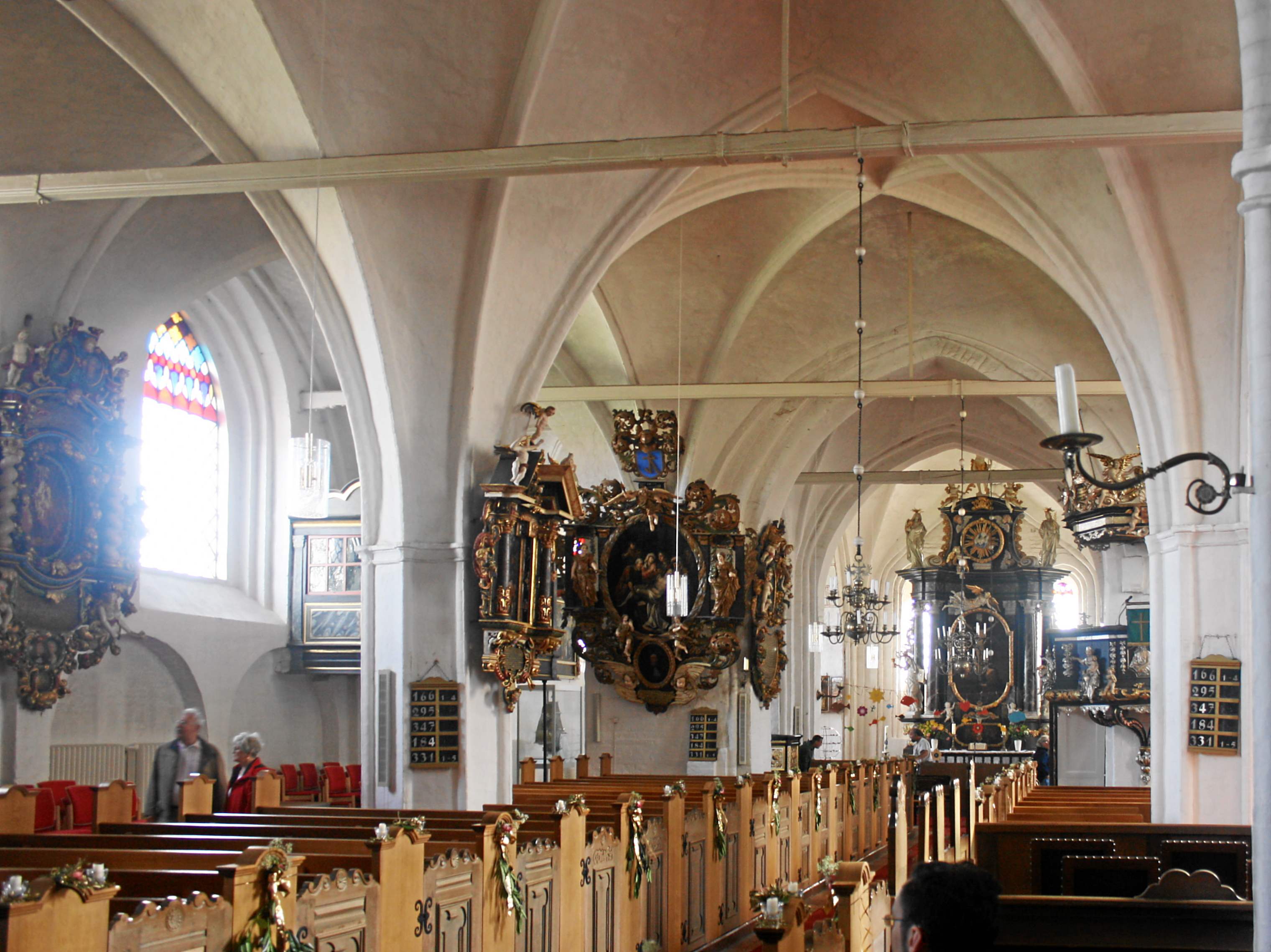
Das Retabel stammt aus der Kirche St. Petri in Landkirchen auf der Ostseeinsel Fehmarn, Aufnahme von 2010

Das Landkirchener Retabel war das Hochaltarretabel der um 1230 errichteten dreischiffigen Hallenkirche St. Petri in Landkirchen. 1715 wurde es in ein Seitenschiff versetzt, als die Kirche ein neues barockes Hochaltarretabel erhielt. Wer das Werk in Auftrag gab, ist nicht bekannt. Der Kunsthistoriker Uwe Albrecht verwies auf die Rolle, die Graf Adolf VII. in den Auseinandersetzungen um Fehmarn spielte – wegen seiner prodänischen und antilübschen Haltung übertrug der dänische König Waldemar IV ihm die Insel als Lehen. Albrecht schloss nicht völlig aus, dass das Retabel eine schauenburgische Stiftung war.
1898 verkaufte die Kirchengemeinde das Retabel für 800 Mark an das Thaulow-Museum in Kiel, das spätere erste Schleswig-Holsteinische Landesmuseum. Wesentlich an dem Ankauf beteiligt war Adelbert Matthaei, Professor für Kunstgeschichte an der Universität Kiel und seit 1893 Mitglied des Museumskuratoriums. Das Retabel war zu dieser Zeit stark beschädigt. Zwei Kisten mit den Bildertafeln und der in einen Lattenverschlag verpackte Schrein wurden zum Hafen Burgstaaken transportiert und von dort mit dem Dampfschiff Meta nach Kiel gebracht.
Aus dem späten 19. Jahrhundert stammt die erste Rezeption des Retabels in der kunstgeschichtlichen Literatur. Der Kunsthistoriker Richard Haupt, erster Landeskonservator Schleswig-Holsteins, bezeichnete es 1888 als „eines der besten Werke des Landes, gegen Ende des 14. J.“ Ernst Franz August Münzenberger erkannte einen Zusammenhang mit dem Retabel von St. Nikolai in Burg auf Fehmarn. Die Retabel seien „in ihrer Disposition sowie ihrer ganzen Art […] einer gesonderten Bildschnitzer-Schule angehörig“. Adelbert Matthaei schrieb in seinem konservatorischen Befund: „Der gegenwärtige Zustand des wertvollen Werkes liess die Überführung in’s Museum wünschenswert erscheinen.“ Vieles sei durch Fäulnis und Holzwurm verdorben worden, doch sah er Chancen, dem Verfall entgegenzuwirken. Im ersten Jahrzehnt des 20. Jahrhunderts wurde das Retabel zum ersten Mal restauriert.
Während des Zweiten Weltkriegs wurden die Bestände des Landesmuseums aus Kiel nach Ostholstein ausgelagert. Mit den weiteren Werken kirchlicher Kunst kam das Retabel 1950 nach Schleswig ins Schloss Gottorf, in dem es in der Gotischen Halle ausgestellt ist.

## Restaurierungen

Das Retabel um 1900, provisorisch aufgestellt im Thaulow-Museum in Kiel, vor der ersten Restaurierung 1903/05

Die erste Restaurierung nahm im Auftrag des Museumsdirektors Gustav Brandt der Maler Julius Fürst vor. Er hatte bereits Erfahrungen mit der Restaurierung von Gemälden gesammelt. Brandt schickte ihn zur Vervollständigung seiner Fertigkeiten mit zwei Figurengruppen aus dem Landkirchener Retabel zum Erlernen der Restaurierung von Schnitzarbeiten nach Berlin. Als Vergolder wurde Richard Teusler herangezogen. Nach zwei Jahren waren die Arbeiten 1905 zunächst abgeschlossen. Die fehlenden Reliefs wurden in Kauf genommen.
1984/85 wurden auf die Fehlstellen grün lasierte Bossen aus Nadelholz gesetzt. Sie nahmen die Umrisse der Reliefs auf. Fehlinterpretiert wurde das fehlende schmale Relief der Noli me tangere-Szene. Statt Maria Magdalena wurde der Umriss eines Baums angebracht. Die Bossen wurden später wieder entfernt.
Andere Ergänzungen blieben Experimente. So wurden die Fehlstellen mit Fotografien von Reliefs des Retabels von St. Nikolai in Burg auf Fehmarn verdeckt. Die Entscheidung fiel gegen diese Lösung, weil das Burger Retabel zwar ein vergleichbares ikonografisches Programm aufweist, jedoch nicht die plastische und fasstechnische Qualität der Landkirchener Reliefs.
Weitere Restaurierungen wurden ab 1994 vorgenommen. Das Restaurierungskonzept für die Reliefs wurde abschnittsweise umgesetzt.